# Eucereon arenosum
Eucereon arenosum är en fjärilsart som beskrevs av Druce 1884. Eucereon arenosum ingår i släktet Eucereon och familjen björnspinnare. Inga underarter finns listade i Catalogue of Life.